# Eldin Karisik
Eldin Karisik (født 18. marts 1983) er en svensk-bosnisk fodboldspiller, der spiller i den svenske klub Kristianstads FF.
Han kom fra Bosnien til Sverige som 9-årig sammen med sin familie, da de var nødt til at flygte fra krigen på Balkan.

## Klubber

### Viborg FF
Den 31. juli 2008 skrev han en 2-årig kontrakt med Viborg FF, da den daværende cheftræner Hans Eklund tidligere havde trænet Karisik i Helsingborg, og dermed et godt kendskab til spilleren. Viborg FF havde dog allerede i 2006 haft snøren ude efter den central midtbanespiller, men dengang var det IFK Göteborg som løb med hans underskrift.
Allerede få måneder efter hans tiltræden i Viborg blev han kåret til efterårets profil og samtidig blev hans kontrakt forlænget, så han nu er på kontrakt med Viborg FF indtil 31. juli 2011.
Efter sæsonen 2010-11 fik Karisik ikke sin kontrakt forlænget, og han rejste tilbage til Sverige.

### Varbergs Bois
23. august 2011 underskrev Karisik en kontrakt med den svenske klub Varbergs BoIS FC, der på daværende tidspunkt var oprykker og tophold i den tredjebedste svenske række, Division 1 Södra. Kontrakten var gældende for de sidste 9 kampe i sæsonen, med afslutning 22. oktober 2011, og kom i stand ved ekstra økonomisk støtte fra fire lokale sponsorer. Karisik fik debut den 27. august da han blev indskiftet efter 65 minutter i hjemmekampen mod Skövde AIK. Det blev kun til 12. minutter på banen for Karisik, inden han måtte bæres fra banen med en alvorlig knæskade. Ved en efterfølgende scanning blev det fastslået at et ledbånd var revet over. Dette krævede en operation og omkring seks måneders genoptræning.

### Kristianstads FF
I sommeren 2012 vendte Karisik tilbage til fodboldbanen efter sin skadesperiode og skrev kontrakt Kristianstads FF i den tredje bedste svenske række.